# Шипов, Иван Афанасьевич
Иван Афанасьевич Шипов (1682—1749) — генерал-аншеф, член Военной коллегии, сибирский губернатор в 1741-42 гг.

## Биография
Происходил из старинного дворянского рода. Отец его, боярин Афанасий Андреевич, был приближён к царю Алексею Михайловичу.
Иван Афанасьевич пользовался особым расположением и доверием Петра I, состоял с ним в переписке. Он начальствовал над отрядом войск, отправленных в Персию. Впоследствии исполнял должность флигель-адъютанта (капитанского ранга) генерала Бойа, а в 1730 г. при учреждении Измайловского полка, поступил туда майором и был назначен батальонным командиром.
В 1731 г. переименован в премьер-майоры и в этом чине 4 октября 1732 г. был командирован именным указом в Ингерманландию для народной переписи. 8 октября 1733 г. был назначен членом Военной Коллегии. 3 февраля 1735 г., когда возникло дело о бывшем Иркутском вице-губернаторе Алексее Жолобове и других прикосновенных лицах, и была составлена Комиссия для расследования вины их, в члены её был избран и Шипов. 13 февраля 1736 г. Высочайшим повелением уволенный от следствия, Шиповa.
14 мая был командирован на Украинскую линию. Eму поручалось осмотреть оставшиеся от похода ландмилицкие полки и о результатах осмотра донести князю Шаховскому. 9 февраля 1737 г. Шипову приказано было озаботиться нарядом из Малороссии и из слободских полков вооружённых казаков для охранения армии фельдмаршалов Миниха и Ласси и защиты украинских жителей от неприятельских нападений и набегов. Указом от 27 июня ему повелевалось набрать и выслать на границу Украины 20000 человек для охранения границ.
1 марта 1738 г. Шипов был назначен управляющим малороссийскими делами вместо скончавшегося Кн. Барятинского. 6 июля распоряжение это по представлению фельдмаршала Миниха было отменено: Шипов оставлен при прежних его занятиях, а управление малороссийскими делами передано генералу Румянцеву, когда же, 25 мая 1738 г, Румянцев был назначен в предстоящую кампанию в армию Миниха, Шипову было поручено управлять делами малороссийскими и слободскими полками. 8 июня 1738 г. Шипов по высочайшему указу выдавал нуждающимся казакам и малороссам хлеб из казённых магазинов. В том же году содействовал генерал-майору Трубецкому по заготовке и перевозке провианта и амуниции для действующей армии.
1 марта 1740 г. Шипов отправился в Глухов для принятия управления малороссийскими слободскими и казачьими делами вследствие отъезда графа Румянцева. В июне 1740 г. во время проезда через Малороссию турецкого посольства генерал-майору Шипову было приказано заготовить помещения и всячески способствовать комиссару, командированному на Украину для встречи и сопровождения именитых гостей.
17 сентября 1740 г. именным указом Шипов был назначен Сибирским губернатором, до отъезда на окраину ему надлежало отправиться в Петербург, чтобы получить из Сената наставления относительно управления той областью. В Петербурге Шипову в награду за его труды пожаловано было в потомственное владение 300 душ. Едва прибыв к месту своего нового назначения, он стал просить о командировании в вверенный ему край надёжных учителей для обучения офицерских детей, так как в Сибири людей, пригодных для этой ответственной обязанности, не оказалось. В 1742 г. Шипов был назначен членом генерального суда по заговору Лопухиной, а 15 октября 1742 г. был уволен от должности Сибирского губернатора и причислен к одному из полков.
Во время коронации Елизаветы Петровны он присутствовал с полком на празднествах в Москве, а 5 октября 1743 г. Высочайше утверждённым докладом определён в Воронежскую губернию для ревизии числа душ. 25 апреля 1749 г. он был произведён в генерал-лейтенанты. Скончался в 1749 г. 29 сентября в чине генерал-аншефа.
Его дочь Феодосия Ивановна и её муж Пётр Егорович Пашков выстроили в Москве на Моховой улице известный дом Пашкова.

## Источник
- Шипов, Иван Афанасьевич // Русский биографический словарь : в 25 томах. — СПб.—М., 1896—1918.